# Deutsche Wasserball-Liga 2015-2016 (maschile)
La Deutsche Wasserball-Liga 2015-2016 è la 96ª edizione della massima serie del campionato tedesco maschile di pallanuoto. Le gare della stagione regolare inizieranno il 23 ottobre 2015 e si concluderanno nel marzo 2016. I playoff si svolgeranno tra i mesi di aprile e maggio 2016.
Le squadre partecipanti sono sedici, e sono suddivise in due gironi da otto squadre ciascuno in base alla classifica finale della stagione precedente: le prime otto sono inserite nel girone A, le rimanenti, tra cui le due neopromosse, nel girone B. A stagione regolare conclusa, le prime quattro del gruppo A si qualificano automaticamente ai quarti di finale dei playoff per il titolo, mentre le qualificate dal 5º all'8º posto del girone A e quelle dal 1º al 4º posto del girone B si affrontano in quattro spareggi con i seguenti incroci: A5 vs B4, A6 vs B3, A7 vs B2, A8 vs B1. Le squadre vincitrici di questi quattro spareggi raggiungono le altre quattro nei quarti di finale dei playoff per il titolo. Le quattro perdenti invece si aggiungono alle squadre posizionate dal 5º all'8º posto del gruppo B nei playout per evitare i due ultimi posti che significano retrocessione.

## Squadre partecipanti
| Club            | Città           | Piscina                      | Stagione 2014-2015   |
| --------------- | --------------- | ---------------------------- | -------------------- |
| Bayer Uerdingen | Krefeld         | Vereinsbad Kraglufthalle     | 6° in DWL            |
| Cannstatt       | Stoccarda       | Alfred-Reichle-Bad           | 11° in DWL           |
| Duisburg        | Duisburg        | Schwimmstadion Wedau         | 2º posto             |
| Duisburger '98  | Duisburg        | Schwimmstadion Wedau         | Neopromossa          |
| Esslingen       | Stoccarda       | Inselbad Untertürkheim       | 4° in DWL            |
| Fulda           | Fulda           | Sportbad Ziehers             | Neopromossa          |
| Krefeld         | Krefeld         | Badezentrum Bockum           | 9° in DWL            |
| Neukölln Berlin | Berlino         | SL Schöneberg                | 10° in DWL           |
| Neustadt        | Neustadt a/W    | Stadionbad Neustadt a/W      | 12° in DWL           |
| Plauen          | Plauen          | Stadtbad Plauen              | 8° in DWL            |
| Potsdam         | Potsdam         | Schwimmhalle am Brauhausberg | 9° in DWL            |
| Spandau         | Berlino         | SL Schöneberg                | Campione di Germania |
| Waspo Hannover  | Hannover        | S'bad Hannover/LLZ Hannover  | 3° in DWL            |
| Wedding         | Berlino         | Kombibad Seestraße           | 13° in DWL           |
| Weiden          | Weiden i.d.OPf. | Weidener Thermenwelt         | 14° in DWL           |
| White Sharks    | Hannover        | S' Hannover/LLZ Hannover     | 5° in DWL            |

## Stagione regolare

### Girone A
|  | Pos. | Squadra         | Pt | G  | V  | N | P  | GF  | GS  | DR   |
|  | ---- | --------------- | -- | -- | -- | - | -- | --- | --- | ---- |
|  | 1.   | Spandau         | 28 | 14 | 14 | 0 | 0  | 214 | 95  | +119 |
|  | 2.   | Waspo Hannover  | 23 | 14 | 11 | 1 | 2  | 197 | 83  | +114 |
|  | 3.   | Duisburg        | 21 | 14 | 10 | 1 | 3  | 190 | 110 | +80  |
|  | 4.   | Esslingen       | 10 | 14 | 4  | 2 | 8  | 110 | 161 | -51  |
|  | 5.   | Bayer Uerdingen | 8  | 14 | 4  | 2 | 8  | 96  | 161 | -65  |
|  | 6.   | Krefeld         | 8  | 14 | 3  | 2 | 9  | 117 | 183 | -66  |
|  | 7.   | White Sharks    | 6  | 14 | 1  | 4 | 9  | 110 | 167 | -57  |
|  | 8.   | Plauen          | 6  | 14 | 3  | 0 | 11 | 95  | 169 | -74  |

|                 | BAY   | DUI   | ESS   | KRE  | PLA  | SPA  | WAS  | WHI   |
| Bayer Uerdingen |       | 4-10  | 5-5   | 9-8  | 9-5  | 8-17 | 3-15 | 10-6  |
| Duisburg        | 22-7  |       | 18-5  | 14-8 | 18-3 | 8-11 | 8-8  | 21-5  |
| Esslingen       | 14-8  | 5-12  |       | 11-9 | 11-8 | 4-13 | 3-8  | 12-12 |
| Krefeld         | 6-4   | 7-16  | 16-13 |      | 8-7  | 8-18 | 6-16 | 10-10 |
| Plauen          | 9-10  | 7-10  | 10-8  | 14-9 |      | 3-12 | 6-13 | 5-11  |
| Spandau         | 19-3  | 16-12 | 17-4  | 24-9 | 19-4 |      | 10-9 | 12-8  |
| Waspo           | 15-6  | 14-5  | 18-6  | 19-5 | 23-4 | 9-12 |      | 18-3  |
| White Sharks    | 10-10 | 10-16 | 7-9   | 8-8  | 8-10 | 6-14 | 6-12 |       |

### Girone B
|  | Pos. | Squadra         | Pt | G  | V  | N | P  | GF  | GS  | DR   |
|  | ---- | --------------- | -- | -- | -- | - | -- | --- | --- | ---- |
|  | 1.   | Potsdam         | 22 | 14 | 11 | 0 | 3  | 183 | 117 | +66  |
|  | 2.   | Duisburger '98  | 20 | 14 | 10 | 0 | 4  | 131 | 102 | +29  |
|  | 3.   | Neukölln Berlin | 19 | 14 | 9  | 1 | 4  | 141 | 123 | +18  |
|  | 4.   | Wedding         | 16 | 14 | 7  | 2 | 5  | 132 | 99  | +33  |
|  | 5.   | Neustadt        | 16 | 14 | 8  | 0 | 6  | 124 | 117 | +7   |
|  | 6.   | Weiden          | 11 | 14 | 4  | 3 | 7  | 128 | 145 | -17  |
|  | 7.   | Cannstatt       | 7  | 14 | 3  | 1 | 10 | 111 | 141 | -30  |
|  | 8.   | Fulda           | 1  | 14 | 0  | 1 | 13 | 107 | 213 | -106 |

|            | CAN   | DUI  | FUL   | NKL   | NST   | POT   | WED  | WEI  |
| Cannstatt  |       | 8-12 | 13-12 | 6-8   | 9-11  | 11-13 | 6-6  | 12-4 |
| Duisburger | 10-5  |      | 18-8  | 8-5   | 8-6   | 10-9  | 7-6  | 6-5  |
| Fulda      | 4-7   | 5-15 |       | 10-11 | 8-12  | 10-21 | 7-16 | 9-9  |
| Neukölln   | 11-8  | 11-8 | 17-8  |       | 11-6  | 9-13  | 6-3  | 10-8 |
| Neustadt   | 6-3   | 8-6  | 20-8  | 9-7   |       | 6-7   | 6-4  | 11-9 |
| Potsdam    | 16-4  | 11-7 | 17-6  | 12-11 | 13-9  |       | 9-10 | 22-6 |
| Wedding    | 14-9  | 8-7  | 19-4  | 7-8   | 11-4  | 8-11  |      | 9-5  |
| Weiden     | 14-10 | 7-9  | 18-8  | 13-13 | 13-10 | 10-9  | 7-7  |      |

## Playoff e playout

### Turno preliminare
Si affrontano le ultime 4 del gruppo A e le prime 4 del gruppo B. Le vincitrici vengono ammesse al tabellone dei playoff scudetto, insieme alle prime 4 del gruppo A. Le gare concluse ai tiri di rigore presentano il risultato di parità al termine dei tempi supplementari e il risultato dopo i tiri di rigore in apice. Gli incontri si disputano l'11, il 18 e il 19 aprile. Gara-4 il 22 aprile.
| Turno preliminare             | Turno preliminare | Turno preliminare | Turno preliminare | Turno preliminare | Turno preliminare | Turno preliminare |
| Gara                          | Serie             | Gara 1            | Gara 2            | Gara 3            | Gara 4            | Gara 5            |
| ----------------------------- | ----------------- | ----------------- | ----------------- | ----------------- | ----------------- | ----------------- |
| Duisburger '98 - White Sharks | 1 - 3             | 9 - 8             | 6 - 9             | 6 - 7             | 7 - 8             |                   |
| Neukölln Berlin - Krefeld     | 3 - 0             | 12 - 3            | 10 - 9            | 11 - 7            |                   |                   |
| Potsdam - Plauen              | 3 - 1             | 10 - 7            | 10 - 11           | 9 - 5             | 10 - 9            |                   |
| Wedding - Bayer Uerdingen     | 2 - 3             | 6 - 5             | 7 - 15            | 4 - 6             | 59 - 58           | 4 - 12            |